# Українці Швейцарії
Українці Швейцарії — переважно представники так званої четвертої хвилі еміграції. За даними консульства до 2014 року офіційно зареєстровано близько 5 000 українців, що проживають у Швейцарії.
Станом на травень 2024 року, внаслідок повномасштабної війни в Україні, статус тимчасового захисту в Швейцарії отримали 103720 українських вимушених переселенців. За даними Управління Верховного комісара ООН у справах біженців, станом на 07.05.2024, у Швейцарії зареєстровано 65455 українських біженців зі статусом тимчасового захисту.

## Історія
Історично у Швейцарії в різні часи бували відомі українці. В Лозанні жив і працював син гетьмана Кирила Розумовського геолог та мінеролог Григорій Розумовський. Певний час у Швейцарії на лікуванні перебував Микола Гоголь. На честь письменника у місті Веве будо відкрито пам'ятник. Михайло Драгоманов видавав у Женеві прогресивний громадсько-політичний збірник «Громада».
Під час Першої світової війни меценат Михайло Тишкевич у Лозанні розвинув жваву діяльність в українській справі публікуючись в західній пресі, листувався з впливовими політиками і державними діячами Антанти, пропагував ідеї української самостійности. За його підтримки видавався також місячний франкомовний часопис L'Ukraine з червня 1915 до 1920. В цей час у Швейцарії також діяв Союз визволення України. Зокрема його заходами в Лозанні в 1915—1917 вийшло дев'ять чисел франкомовного місячника La Revue Ukrainienne. У редакції працювали Артур Зеліб, Євген Бачинський та Андрій Жук.
У 1918—1926 у Берні була присутня Надзвичайна дипломатична місія Української Народної Республіки. Головами були Євмен Лукасевич, а згодом — Микола Василько.
В 1945—1950 директором Українського Допомогового Комітету в Женеві була Мілена Рудницька, мати історика Івана Лисяка-Рудницького.
В Лозанні помер балетний танцівник українського походження Серж Лифар, а в Бльоне — поет Леонід Мосендз. Дитинство у Швейцарії провів композитор Ігор Маркевич.

## Організації

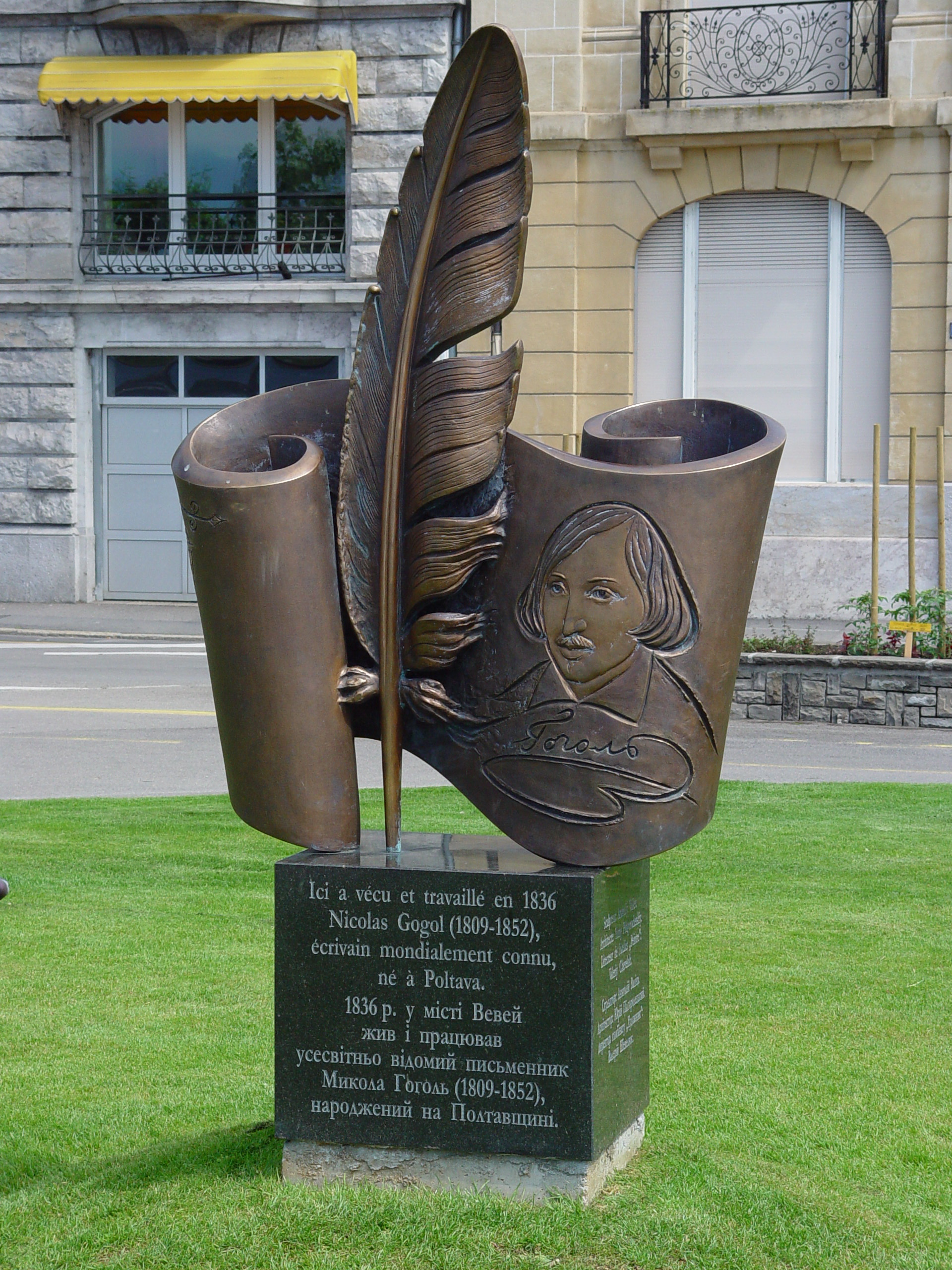
Пам'ятник Миколі Гоголю в м. Веве з написом французькою та українською мовами. Скульптор: Анатолій Валієв

Українське Товариство Швейцарії було створено 1945 українськими студентами, втікачами українського походження і українцями, яких застала Друга світова війна у Швейцарії. Мета товариства була і є розвивати і організувати суспільне життя українців в Швейцарії, проведення святкувань, втримання української культури в діаспорі, поширення інформації про Україну та репрезентація українців в суспільстві. Українська громада у Швейцарії не має своєї школи та церковної парафії. Проте Українське Товариство Швейцарії та Форум «Українці у Швейцарії» разом з Посольством України в Берні регулярно організовують та проводять заходи для єднання українців та представлення української культури у Швейцарії.
В березні 2011 було відкрито швейцарський відділ Наукового товариства імені Шевченка.

## Відомі особи
В Женеві проживав відомий економіст та меценат Богдан Гаврилишин. В Швейцарії живуть письменники Олесь Ільченко (Женева) та Любомир Т. Винник (Локарно).